# ニコラス・ルーズベルト (外交官)
ニコラス・ルーズベルト (Nicholas Roosevelt、1893年6月12日 - 1982年2月)はアメリカ合衆国の外交官、ジャーナリスト。ルーズベルト家出身で、アメリカ合衆国大統領セオドア・ルーズベルトの従兄弟。

## 生涯
ニューヨークで生まれ、父はヒルボーン・ルーズベルトの弟ジェームズ・ウェスト・ルーズベルト、母はローラ・ヘンリエッタd'Oremieulx.。ニューヨーク州ハムレットのオイスターベイで育ち、1914年にハーバード大学を卒業した。パリでアメリカ大使館附アタッシェ、1916-17年に駐スペインアメリカ大使館書記官、1930年にフィリピン諸島の副知事、駐ハンガリー公使(1930-1933)を務めた。外交問題評議会委員、雑誌フォーリン・アフェアーズのライター、
ニューヨーク・タイムズ、1921年から1946年までニューヨーク・ヘラルド・トリビューンの外国特派員や論説委員を務めた。 
多数の著者、自叙伝、A Front Row Seat (1953)で親戚フランクリン・ルーズベルトやニューヨーク・タイムズの内面を批判した。 エグバート・ゲイツ上院議員の娘テルザ・ゲイツと結婚した。テルザの妹ドロシーは、著名な天体物理学者フリッツ・ツビッキーの最初の妻で、ニコラスと フリッツは生涯の友人であった。晩年はビッグサーに住んだ。

## 著作
- The Philippines: A Treasure and a Problem (1926)
- The Restless Pacific (1928)
- America and England? (1930)
- The Townsend Plan: Taxing for Sixty (1936) (フランシス・エベレット・タウンゼント共著)
- A New Birth of Freedom (1938)
- Wanted: Good Neighbors: The Need for Closer Ties with Latin America (1939)
- Venezuela's Place in the Sun: Modernizing a Pioneering Country (1940)
- A Front Row Seat (1953)
- Creative Cooking (1956)
- Good Cooking (1959)
- Theodore Roosevelt: The Man as I Knew Him (1967)
- Conservation: Now or Never (1970)